# Puvočiai

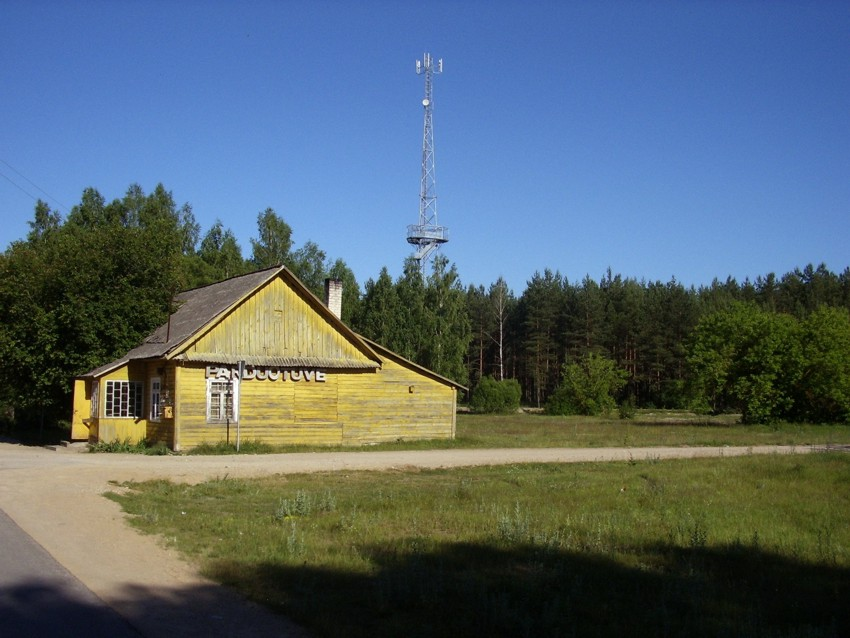
De winkel

Puvočiai is een dorp in het zuiden van Litouwen ongeveer 110 kilometer ten zuidwesten van de hoofdstad Vilnius. Puvočiai ligt in het 55.000 ha grote Nationaal Park Dzūkija. Het dorp ligt in twee gemeenten. 5 inwoners telt de nederzetting in de gemeente Merkinė ten noorden van de rivier Merkys, 57 inwoners wonen aan de zuidkant, in de gemeente Marcinkonys. De beide delen zijn verbonden door een touwbrug. In het plaatsje is een winkel en een camping. De school, bibliotheek, postkantoor en polikliniek zijn inmiddels gesloten. 

## Verkeer en vervoer
Het dorp kent een bushalte waar per richting twee keer per dag een bus stopt. 

## Geschiedenis

Grens Polen-Litouwen van 1920-1939, de rode lijn op de kaart

Na de Poolse Delingen viel het dorp tot 1920 onder Rusland, waarna het gebied ten zuiden van de Merkys gedurende het Interbellum onder Pools bestuur kwam te staan. Het dorp werd door een grenspost in tweeën gedeeld. Na de Tweede Wereldoorlog werd het hele dorp onderdeel van de Sovjet-Unie, totdat het in 1991 deel werd van de soevereine staat Litouwen. 

## Bevolking
Puvočiai telde in 2011 62 inwoners, van wie 34 mannen en 28 vrouwen.

| Inwoners per jaar |        |
| Jaar              | Aantal |
| 1959              | 243    |
| 1979              | 146    |
| 2001              | 86     |
| 2011              | 62     |